# France-IX
France-IX est un point d'échange internet français créé en juin 2010.
Basé à Paris et à Marseille, France-IX a pour objectif de consolider et d'élever la France au rang de place de peering internationale.
L'association interconnecte 433 membres au 16 février 2021.

## Origine
France-IX est né d'une discussion entre Raphael Maunier (travaillant alors pour Neo Telecoms) et Maurice Dean (travaillant alors pour Google) lors de l'European Peering Forum 2008 à Dublin.
Le projet a été officiellement lancé lors d'une première présentation du projet PheonIX qui a été faite en décembre 2008 lors du FRnOG 13 exchanging traffic in Paris a new proposal.
Afin de les accompagner dans leurs démarches, ils firent appel à Christian Kaufmann (travaillant alors pour Akamai) et à Nicolas Strina (travaillant alors pour Jaguar Network).
Un sondage est alors lancé auprès de la communauté, dont les résultats ont été publiés lors du FRnOG 14 en juin 2009. C'est également lors de ce meeting que le groupe de travail Pheon-IX devint un projet ayant le support officiel logistique et financier de Jaguar Network, Google, Akamai, Interxion et Neo Telecoms et il fut alors baptisé France-IX.
La première présentation internationale eut lieu lors du RIPE 59 à Lisbonne
En mars 2011, le PaNAP, ancien point d'échange de Club Internet puis de Bouygues Telecom, a été migré vers France-IX. Le point d'échange FreeIX (du groupe Iliad) a dans le même temps cessé son activité.

## Croissance externe
Début 2021, France-IX fusionne avec Rezopole, qui opère notamment les points d'échanges Lyonix (Lyon) et GrenoblIX (Grenoble).

## Fonctionnement
France-IX repose sur une structure double :
- association loi de 1901 dans laquelle chaque membre a un droit de vote ;
- société par actions simplifiée unipersonnelle, détenue à 100 % par l'association, chargée des opérations quotidiennes ;

Les statuts de chaque entité peuvent être consultés sur le site internet de France-IX.
Lorsqu'un opérateur souscrit un service de peering France-IX, il devient de facto membre de l'association et dispose donc d'un droit de vote lors des assemblées générales.
Au 1er août 2015 :
- Le conseil d'administration compte 8 sièges : 6 sièges entreprises (Akamai, Bouygues Telecom, Cloudflare, Google, Jaguar Network et Schneider Electric) et 2 sièges individuels (Bocar Kane et Clément Cavadore).
- France IX SAS emploie 9 employés[15].
- La communauté comptait, en 2015, 278 membres[16].

## Réseau
En novembre 2023, les infrastructures de France-IX comportent 6 points d'échange (ici présentés par ordre d'importance en nombre de membres) répartis au sein de plusieurs points de présence (PoP) :

### Paris
- DATA4 PAR1, Marcoussis ;
- Digital Realty PAR1, Aubervilliers ;
- Digital Realty PAR2, Aubervilliers ;
- Digital Realty PAR5, Saint-Denis ;
- Telehouse 2, 75011 Paris ;
- Telehouse 3, 78114 Magny-les-Hameaux ;
- Equinix PA6, Aubervilliers (EMGP Business Park)[17] ;
- Equinix PA7, Courbevoie (Energy Park) ;
- Opcore DC2, Vitry-sur-Seine [18] ;
- Opcore DC3, Vitry-sur-Seine ;

### Marseille
- Digital Realty MRS1 (ancien Netcenter SFR[19]), Marseille ;
- Digital Realty MRS2, Marseille ;
- Free PRO MRS01, Marseille[20] ;

### Lyon
- IN2P3, Villeurbanne ;
- Netcenter SFR, Vénissieux ;
- DCforDATA, Limonest ;
- ROCK, Lyon ;
- hosTELyon, Lyon ;

### Toulouse
- Fullsave TLS00, Toulouse

### Grenoble
- Cogent Grenoble ;
- Eolas Grenoble ;

### Lille
- CIV, Sainghin-en-Mélantois

## Connexion
Les prestations de France-IX se font au travers de :
- différents types de ports de connexion Ethernet fibre (notamment 10 GE LR, 100 GE LR4, 100 GE LR1 et 400GE LR4 sur certains sites)
- différentes options de débit sur ce ou ces ports (un port physique avec débit limité, un port physique avec plein débit, agrégation de plusieurs ports physiques pour un débit supérieur...)

## Coexistence avec d'autres points d'échange

### Concurrence et alternatives
À Paris, le principal point d'échange concurrent est Equinix-IX Paris.
À Marseille, le principal concurrent est DE-CIX Marseille.
Il est donc possible sur chacun de ces deux marchés de s'interconnecter au France-IX et à un point d'échange alternatif, ce qui permet une redondance de la connectivité de peering public.

### Interconnexions et coopérations
Pour consolider la communauté de peering en France et en Europe, France-IX a conclu des partenariats avec d'autres IXP (Internet Exchange Point - point d'échange internet en anglais).
Cela se traduit par des interconnexions avec:
- Le LU-CIX - point d'échange Luxembourgeois
- Le TopIX - point d'échange italien basé à Turin

D'autres IXP, précédemment déjà interconnectés, font désormais partie des réseaux France-IX:
- Le Lyonix - point d'échange Lyonnais[23]
- Le TOUIX - point d'échange Toulousain